# Desaparición de Allison y Marie-José Benitez
María-José Benítez, de soltera Barbet y de 53 años y su hija Allison Benítez de 19 y aspirante a Miss Rosellón, son dos mujeres que desaparecieron el 14 de julio de 2013 de Perpiñán, en el sur de Francia, en circunstancias misteriosas.

## Desaparición
La última vez que se vio a Allison Benítez fue cuando dijo dirigirse a una cita con su padre, Francisco "Paco" Benítez (nacido en Algeciras el 13 de diciembre de 1963 y criado en Ceuta ), suboficial en la Legión Extranjera Francesa, el 14 de julio de 2013.
Francisco Benítez les dijo a los amigos de la familia que su esposa e hija se habían ido de viaje a Toulouse y que sus teléfonos móviles estaban apagados. Sin embargo, no informó a la familia de su esposa. Después de varios días sin contacto, los amigos de Allison informaron que ella y su madre habían desaparecido ante la policía.   Francisco Benítez denunció su desaparición el 22 de julio.

## Investigación
La policía no pudo encontrar ninguna evidencia de que Allison y Marie-José Benítez habían viajado a Toulouse. Ninguna de las dos tenía licencia de conducir, y el circuito cerrado de televisión de la estación de ferrocarril de Perpiñán no dio rastro de ellas. Los investigadores interrogaron a Francisco Benítez, quien explicó que se habían ido debido a dificultades matrimoniales entre él y su esposa. Los resultados forenses mostraron que no se habían realizado llamadas a los teléfonos móviles de ninguna de las mujeres desde su supuesta partida en su viaje, ni se habían producido movimientos en ninguna de sus cuentas bancarias.  El 2 de agosto, se inició una investigación preliminar para "establecer las causas de una desaparición preocupante".  Todas las búsquedas de la pareja fueron infructuosas.
La atención de los medios sobre el caso alertó a la familia de Simone Oliveira Alves, una mujer brasileña que vivía en Nimes y que desapareció misteriosamente en 2004, a los 28 años. Había sido la novia de Francisco Benítez sin saber que estaba casado. Se reveló la doble vida de Francisco Benítez y la policía estaba intrigada por las similitudes en las desapariciones. El caso de la desaparición de Alves fue reabierto.

## Consecuencias
Unas semanas más tarde, Francisco Benítez subió un video al sitio web de la revista francesa Paris Match para pedir testigos para ayudar a encontrar a su esposa e hija. También proclamó su inocencia. El 5 de agosto, se suicidó ahorcándose en el cuartel de Perpiñán de la Legión Extranjera, después de haber llamado a otra de sus amantes que vivía en Barcelona. Se cree que no pudo soportar la sospecha que lo rodeaba.  
A finales de 2013, las pruebas forenses realizadas en los cuarteles revelaron rastros de la sangre de Allison Benítez en un congelador y una secadora . Francisco Benítez había limpiado el congelador y la secadora poco después de la desaparición,  y parecía ser el principal sospechoso  en lo que se cree que fue un doble asesinato.  El presunto motivo es que su hija había descubierto que estaba teniendo una aventura y estaba a punto de contárselo a su madre.  No se han encontrado rastros de Allison o Marie-José Benítez, vivas o muertas.